# Friedrich Wilhelm Freiherr von Bülow
Friedrich Wilhelm von Bülow (16 de fevereiro de 1755 - 25 de fevereiro de 1816) foi um general prussiano, comandante-em-chefe da infantaria prussiana.

## Carreira militar
Ingressou quatorze anos como cadete no regimento von Braun, com o qual participou da guerra de sucessão da Baviera. Em 1793, foi chamado como tutor militar do príncipe Louis Ferdinand da Prússia com o posto de capitão, cargo que ocupou até a paz de Basileia. Ele participou das campanhas de 1792-94 no Reno, e foi premiado com a honra Pour le Mérite e promovido ao posto de major por sua bravura no Cerco de Mainz.
Em 1795 foi transferido para os fuzileiros da Guarda da Prússia Oriental e em 1797 recebeu o comando de um batalhão. Ele participou da guerra contra Napoleão na Quarta Coalizão : lutou perto de Thorn (hoje Toruń) e Danzig e em fevereiro de 1807 foi ferido perto de Waltersdorf.
Major-general em 1808 e comandante de brigada da infantaria prussiana em 1809 foram os cargos que ocupou sob o comando do marechal de campo Blücher e de Yorck. Em 1812, foi nomeado representante do general Yorck como governador da Prússia Oriental e Ocidental. Ele lutou contra Napoleão durante a chamada Deutsche Befreiungskrieg (Guerra de Libertação Alemã) como tenente-general. Na batalha de Möckern (5 de abril de 1813) participou apenas com cavalaria.
Atacou com sucesso Halle no Saale em 2 de maio derrotando as tropas do marechal Oudinot em Luckau, defendeu Berlim sob a ameaça das tropas francesas. Após o armistício em agosto de 1813, seu corpo foi designado para o Exército do Norte do príncipe herdeiro sueco e, portanto, inicialmente forçado à inatividade. Contra a vontade do comando supremo deu batalha às tropas do exército de Oudinot comandadas pelo general francês Jean Reynier em Großbeeren em 23 de agosto, derrotando-as.
Em 6 de setembro, ele contribuiu para a vitória de Bernadotte (agora rei da Suécia e inimigo de Napoleão) sobre o marechal Ney em Dennewitz, salvando definitivamente Berlim da ameaça francesa. Por esse sucesso, ele recebeu o título de conde de Dennewitz em 3 de junho de 1814 do rei da Prússia. Ele participou da Batalha de Leipzig como comandante do III Corpo do Exército da Prússia.
Em seguida, mudou-se para o oeste, ocupando a Holanda e a Bélgica. Na campanha da Sexta Coalizão na França, capturou as fortalezas de Soissons e la Fère com o general Ferdinand von Wintzingerode (14 de fevereiro de 1814), participou da batalha de Laon (9 e 10 de março). Finalmente participou da batalha de Waterloo (18 de junho de 1815 ), em particular nos confrontos de Belle Alliance e Plancenoit, como comandante do IV Corpo de Exército. Ele morreu em Königsberg após uma gripe contraída durante uma viagem de caça.